# Nyílttengeri Flotta
Nyílttengeri Flotta (németül: Hochseeflotte) volt a megnevezése 1907-től a Német Császárság aktív honi flottájának (aktive Heimatflotte).
A 19. század végéig általános szokás volt a flották aktivitását csak a nyári hónapokra korlátozni, míg a téli hónapok idején a legtöbb hajót kikötőben tartották. A tavaszi aktiváláskor nagy erőfeszítésekbe tellett a hajók és legénységük harckész állapotba való helyezése. E célból a Császári Haditengerészet (Kaiserliche Marine) hadihajóit 1873-tól kezdődően évente gyakorló- illetve manőverrajokba vonták össze (Übungsgeschwader / Manövergeschwader) és 1891-től kezdődően közös flottaparancsnokság alá helyezték őket. 1903-ban a gyakorlóflottát (Übungsflotte) Aktív Csatahajóflottává (Aktive Schlachtflotte), utóbbit 1907-től Nyílttengeri Flottává (Hochseeflotte) nevezték át és 1919-es megszűnéséig e néven szerepelt.

## Korábbi alakulatok

### Gyakorlóraj (1873–1885)
1873-tól a Kaiserliche Marine hadihajóit évi rendszerességgel egy kötelékbe vonták össze, mely közös gyakorlatokon vett részt. Az ún. Übungsgeschwader csak a nyári hónapok idejére állították fel.
| Gyakorlatozás ideje     | Rajparancsnok                         | Zászlóshajó        |
| ----------------------- | ------------------------------------- | ------------------ |
| 1873. 06. 10. – 09. 11. | Ludwig von Henk ellentengernagy       | SMS Hertha         |
| 1874. 06. 06. – 09. 21. | Henk ellentengernagy                  | SMS Kronprinz      |
| 1875. 06. 03. – 09. 24. | Henk ellentengernagy                  | SMS König Wilhelm  |
| 1876. 05. 22. – 09. 18. | Karl Ferdinand Batsch ellentengernagy | SMS Kaiser         |
| 1877. 05. 28. – 10. 22. | Batsch ellentengernagy                | SMS Kaiser         |
| 1878. 05. 27. – 09. 06. | Batsch ellentengernagy                | SMS König Wilhelm  |
| 1879. 05. 22. – 09. 15. | Franz Kinderling ellentengernagy      | SMS Friedrich Carl |
| 1880. 05. 24. – 09. 17. | Wilhelm von Wickede sorhajókapitány   | SMS Friedrich Carl |
| 1881. 05. 24. – 09. 18. | von Wickede sorhajókapitány           | SMS Friedrich Carl |
| 1882. 05. 14. – 09. 17. | von Wickede sorhajókapitány           | SMS Friedrich Carl |
| 1883. 05. 13. – 09. 17. | von Wickede sorhajókapitány           | SMS Kaiser         |
| 1884. 04. 22. – 09. 30. | Alexander von Mont ellentengernagy    | SMS Baden          |
| 1885. 06. 01. – 09. 23. | Louis von Blanc ellentengernagy       | SMS Stein          |

### Manőverrajtól Manőverflottáig (1886–1892)
1886-ban az Übungsgeschwader megjelölést a Manövergeschwaderre (Manőverraj) cserélték. A raj két divízióból állt: az I. divízióból, melynek zászlóshajója a Baden volt valamint az kiképzőraj (Schulgeschwader) egységeiből álló II. divízióból. 1887 őszétől a rajt kiegészítették a torpedónaszád-flottillával (Torpedobootsflottille) és a páncélosflottillával (Panzerfahrzeugflottille), melyek a III. illetve IV. divíziót képezték. Először 1888-ban jelölte meg a rajparancsnok a beosztását „ugyanakkor a manőverflotta főnöke”-ként (zugleich Chef der Manöverflotte). A tényleges manőverraj az I. divíziót, a kiképzőraj pedig a II. divíziót képezte. 1889-ben a Manőverflotta I. divízióját a manőverraj, a II. divíziót pedig a gyakorlóraj képezte. Ezzel az Übungsgeschwader kifejezés ismét használatba került, a II. divíziót korábban alkotó Schulgeschwadert előzőleg feloszlatták.) A rendszer 1890-ben és 1891-ben is hasonló volt.
| Gyakorlatozás ideje | A Manőverraj parancsnoka (egyben a íManőverflotta parancsnoka) | Zászlóshajó       |
| ------------------- | -------------------------------------------------------------- | ----------------- |
| 1886                | Wilhelm von Wickede ellentengernagy                            | SMS Baden         |
| 1887                | Carl Paschen ellentengernagy                                   | SMS König Wilhelm |
| 1888                | Eduard von Knorr ellentengernagy                               | SMS Baden         |
| 1889                | Phillipp von Kall ellentengernagy                              | SMS Baden         |
| 1890                | Karl August Deinhard altengernagy                              | SMS Baden         |
| 1891                | Karl August Deinhard altengernagy                              | SMS Baden         |
| 1892 tavasza        | Wilhelm Schröder altengernagy                                  | SMS Baden         |

### Az (Őszi) Gyakorlóflotta (1892–1903)
1892-ben használták első alkalommal a Herbst-Übungsflotte megnevezést az őszi hadgyakorlatokra összevont aktív és tartalékos egységekre. A következő év során a Manöverflotte kifejezést elhagyták és az egész raj ismét a Herbst-Übungsflotte néven szerepelt. 1896-1902 között Übungsflottéra rövidítették és 1903-tól ismét a Herbst-Übungsflotte nevet kapta.
| Gyakorlatozás ideje     | az Übungsflotte parancsnoka egyben flottaparancsnok | Zászlóshajó            |
| ----------------------- | --------------------------------------------------- | ---------------------- |
| 1892. 08. 23. – 09. 26. | Max von der Goltz tengernagy                        | SMS Mars               |
| 1893. 08. 20. – 09. 23. | von der Goltz tengernagy                            | SMS Mars               |
| 1894. 08. 19. – 09. 21. | von der Goltz tengernagy                            | SMS Wörth              |
| 1895. 08. 19. – 09. 15. | Eduard von Knorr tengernagy                         | SMS Mars               |
| 1896. 08. 09. – 09. 15. | von Knorr tengernagy                                | SMS Blücher            |
| 1897. 08. 14. – 09. 17. | von Knorr tengernagy                                | SMS Blücher            |
| 1898. 08. 14. – 09. 17. | von Knorr tengernagy                                | SMS Blücher            |
| 1899. 08. 16. – 09. 16. | Hans von Koester tengernagy                         | SMS Blücher            |
| 1900. 08. 15. – 09. 19. | Paul Hoffmann tengernagy                            | SMS Kaiser Wilhelm II. |
| 1901. 08. 11. – 09. 15. | Hans von Koester tengernagy                         | SMS Kaiser Wilhelm II. |
| 1902. 08. 17. – 09. 12. | von Koester tengernagy                              | SMS Kaiser Wilhelm II. |
| 1903. 08. 15. – 09. 12. | von Koester tengernagy                              | SMS Kaiser Wilhelm II. |

### Aktív Csatahajóflotta (1903–1907)

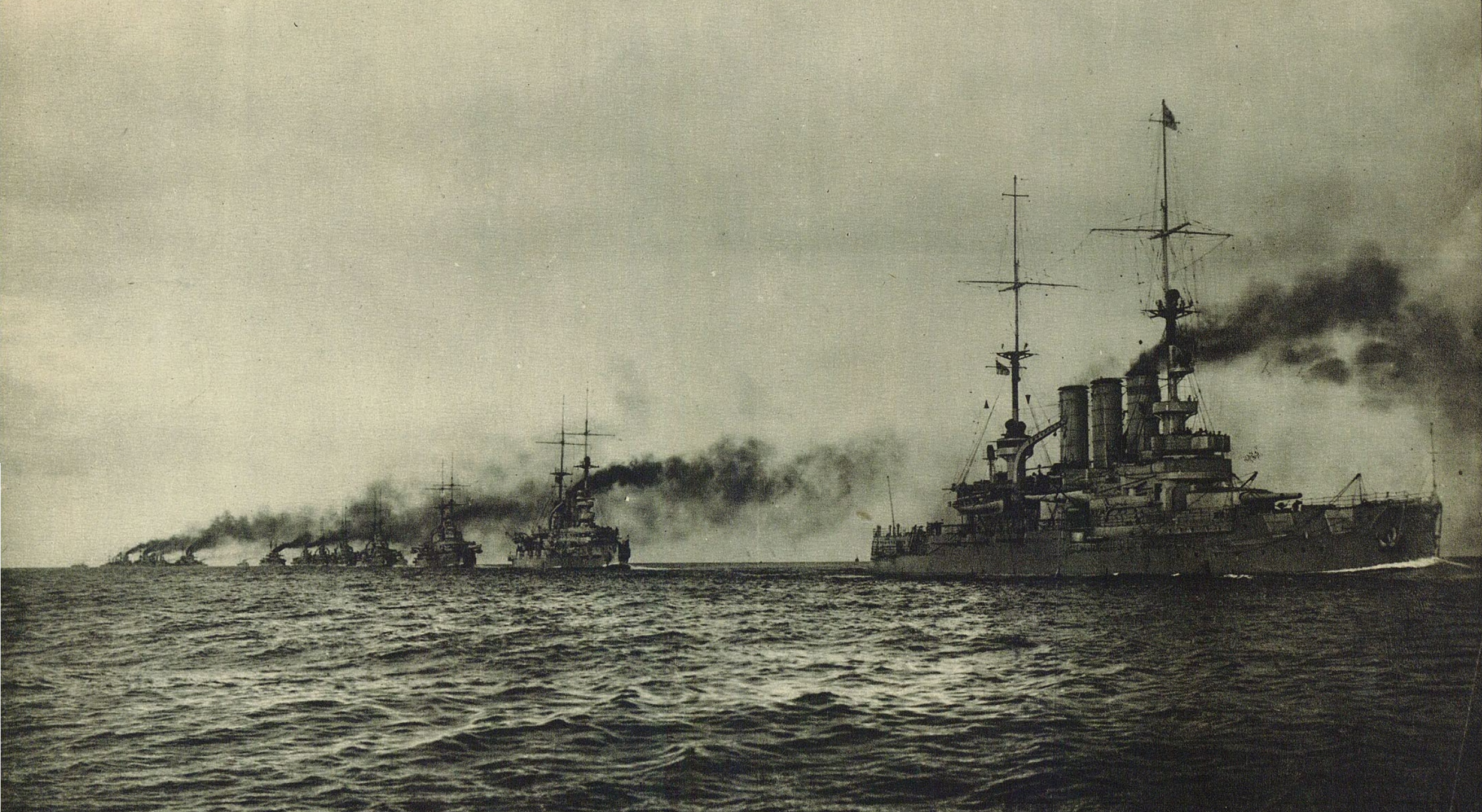
háború előtti fénykép a Hochseeflottéról, az élen egy Braunschweig-osztályú csatahajóval

1903-ban a Herbstübungsflottét az 1903. augusztus 4-ei legmagasabb szintű kormányzati utasítással Aktive Schlachtflottéra nevezték át. A második flottatörvényben foglaltak szerint az Aktív Csatahajóflotta két rajból (I. és II.) kellett álljon, hasonlóan a Tartelék Csatahajóflottához (Reserve Schlachtflotte, III. és IV. raj). Az Aktív Csatahajóflotta számos egységét egész évben szolgálatban kellett tartani. Az 1903. szeptember 26-ai kormányzati utasítások a következők voltak:
A két aktív rajból és a hozzájuk rendelt felderítőhajókból fog állni az „Aktív Csatahajóflotta”.
 Az I. raj parancsnoka egyben az Aktív Csatahajóflotta parancsnoka is. 
Az I. raj 1901-1902-től kezdődően a Kaiser- és a Wittelsbach-osztály csatahajóiból (sorhajóiból) állt. Az I. raj zászlóshajója mellett ekkor jelent meg első ízben a flotta zászlóshajója mint külön egység. (Eddig az I. raj zászlóshajója egyben a flotta zászlóshajója is volt.) A kabinet 1903. június 29-ei utasítása rendelkezett a II. raj felállításáról, de erre csak 1904-1905-ben kerülhetett sor, miután a Brandenburg-osztály egységeit átépítették. Ennek a rajnak az állománya majd csak 1907-1908-ban töltődött fel teljesen a Braunschweig- és a Deutschland-osztály egységeinek átadása után. A császár kívánsága a két aktív csatahajórajjal rendelkező flottáról ekkor teljesült.
| Parancsnoki időszak           | Flottaparancsnok            | Zászlóshajó            |
| ----------------------------- | --------------------------- | ---------------------- |
| 1903. 09. 22. – 1906. 02. 25. | Hans von Koester tengernagy | SMS Kaiser Wilhelm II. |
| 1906. 09. 26. – 1907. 02. 16. | Henrik herceg (tengernagy)  | SMS Deutschland        |

## A Nyílttengeri Flotta (1907–1919)

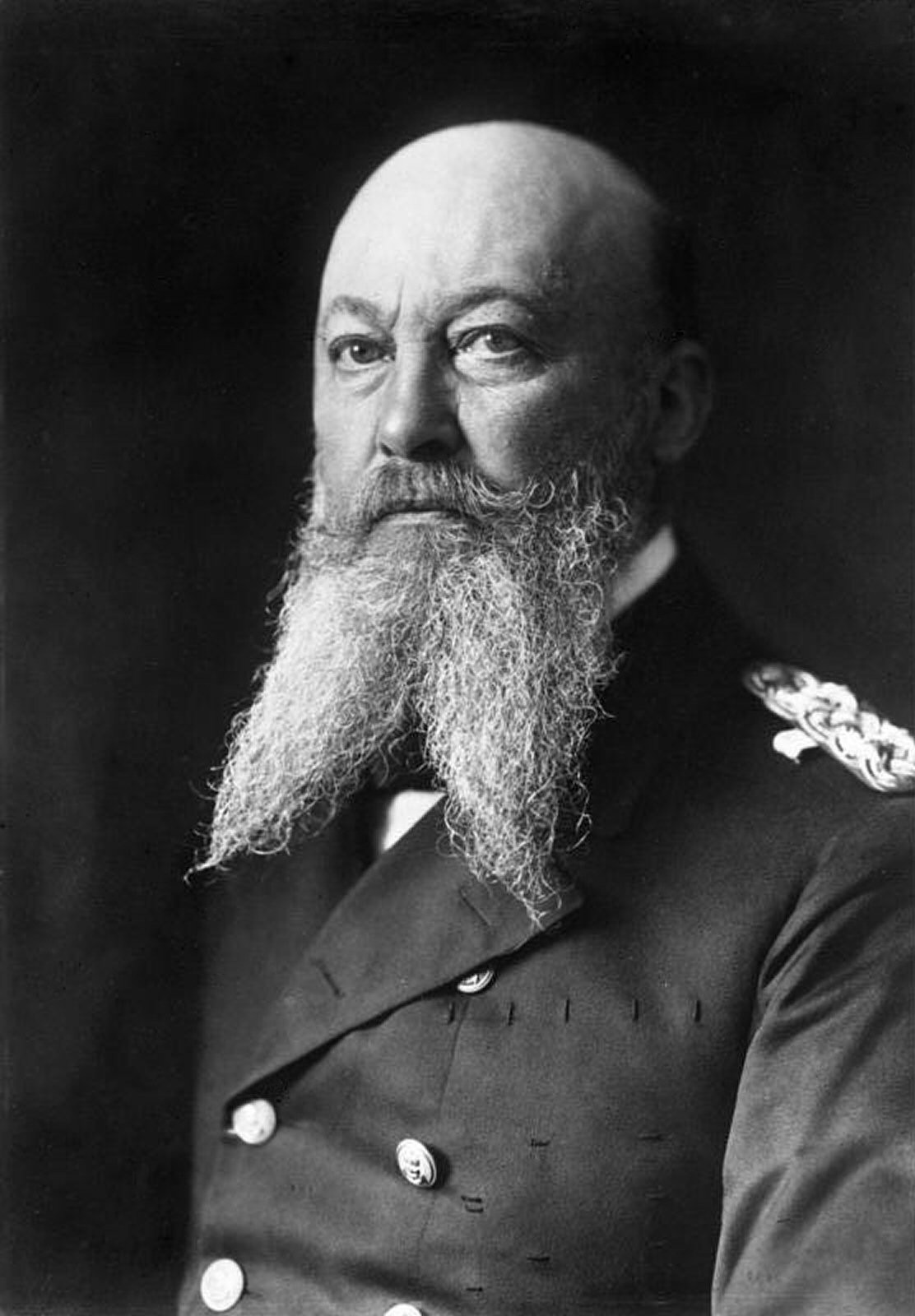
Alfred von Tirpitz

1907. február 16-án az Aktív Csatahajóflottát Nyílttengeri Flottává (Hochseeflotte) nevezték át. Az átnevezés Tirpitz javaslatára történt, aki azzal érvelt, hogy az Aktív Csatahajóflotta megnevezés akaratlanul is agresszív kihangzású, holott nem ilyen értelmezést szántak neki. A Hochseeflotte 1908-tól kezdődően gyakorlatozott az Atlanti-óceánon. 1909 ősze és 1912 tavasza között az I. csatahajórajt a Nassau-osztály dreadnought-mintájú csatahajóival szerelték fel. Ezen új típusú csatahajókra a Großlinienschiff, azaz „nagysorhajó” megnevezést alkalmazták. A flottatörvény kiegészítése révén 1912 nyarától megkezdődött az aktív III. csatahajóraj megalakítása, mely 1914 őszén a König-osztály átadásával fejeződött be. A tengeralattjárók 1909-től, a tengerészeti repülők 1913-tól vettek részt a Hochseeflotte hadgyakorlatain.
| Parancsnoki időszak           | Flottaparancsnok                    | Zászlóshajó             |
| ----------------------------- | ----------------------------------- | ----------------------- |
| 1907. 02. 16. – 1909. 09. 30. | Henrik herceg                       | SMS Deutschland         |
| 1909. 10. 01. – 1913. 01. 28. | Henning von Holtzendorff tengernagy | SMS Deutschland         |
| 1913. 01. 29. – 1915. 02. 02. | Friedrich von Ingenohl tengernagy   | SMS Friedrich der Große |
| 1915. 02. 03. – 1916. 01. 09. | Hugo von Pohl tengernagy            | SMS Friedrich der Große |
| 1916. 01. 24. – 1918. 08. 07. | Reinhard Scheer tengernagy          | SMS Friedrich der Große |
| 1918. 08. 11. – 1918. 11. 30. | Franz von Hipper tengernagy         | SMS Baden               |
| 1918. 12. 01. – 1919. 01. 05. | Hugo Meurer ellentengernagy         | SMS Baden               |
| 1919. 01. 06. – 1919. 01. 10. | Victor Harder sorhajókapitány       | SMS Baden               |

Az első világháború 1914 augusztusi kitörésével a Kaiserliche Marine egy jóval nagyobb hajóhaddal került szembe. A Brit Királyi Haditengerészet (Royal Navy) csak az Északi-tengeren 26 kapitális hadihajóval (csatahajóval és csatacirkálóval) rendelkezett, melyekkel szemben a németek csak 18 hasonló egységet tudtak felsorakoztatni. A régi csatahajók (ältere Linienschiffe), cirkálók és rombolók terén a brit fölény még nagyobb volt. A flotta vezetése eleinte abból indult ki, hogy a Hochseeflotténak a német partok szoros blokádja ellen kell majd fellépnie és ennek során az ellenséget döntő csatára bírhatja egy olyan területen, ahol a Grand Fleet nem tudja teljes erejét felsorakoztatni. Ez az elképzelés hamar megbukott, mivel Nagy-Britannia főként a saját közlekedési útvonalai biztosítására törekedett, a közeli blokád helyett egy – a nemzetközi törvényeket súlyosan sértő – távoli blokádot valósított meg, mellyel az Északi-tenger egészét lezárta a Doveri-szorosban illetve a Skócia és Norvégia közötti vizeken. A távoli blokáddal hosszú távon azt akarták elérni, hogy Németországban ellátási nehézségek jelentkezzenek és így nagyobb saját veszteségek nélkül megadásra kényszeríthessék.
A kialakult helyzetre tekintettel a haditengerészet vezetése (Admiralstab) és a flottaparancsnok is a brit erők tengeralattjárók és tengeri aknák általi legyengítésében bízott, ami után a Hochseflotte döntő csatára kényszeríthette volna a szintén a harcot kereső ellenséget. Itt viszont nem vált be Tirpitz azon számítása, melyet a rizikóflotta tézisében fogalmazott meg, mivel a britek a Honi Flotta épségét, mely a tengeri blokád fenntartását biztosította, nem kívánták egy döntő csatában kockára tenni.

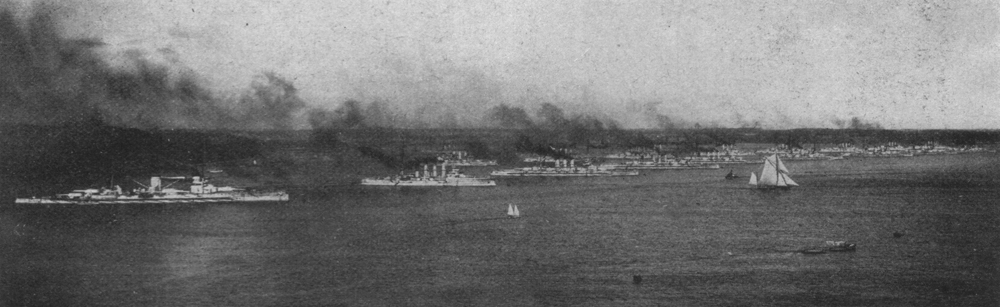
A Hochseeflotte Kielben a világháború kezdetén

Német részről a Hochseeflotte eleinte csak a Német-öböl védelmére szorítkozott. Ennek külső övét 9-10 romboló alkotta az Elbe 1 világítóhajótól 35 tengeri mérföldre (65 km)  húzódó félkörívben, e mögött helyezkedett el az őket biztosító 3-4 könnyűcirkáló, míg a flotta nehéz egységei a Wilhelmshaven előtti révnél álltak. Friedrich von Ingenohl tengernagy nagyobb mozgásteret kért a flottának, hogy az a Grand Fleet kisebb részeit csatára kényszerítve kivívhassa az erőegyensúlyt, azonban megszabták neki, hogy belátható időn belül ne keresse az összecsapást, hanem inkább a kerülje a kockázatot. A Német-öbölben őrjáratozó könnyű erőket 1914 augusztusában az első helgolandi csatában sikerült meglepnie nagy túlerőben lévő brit kötelékeknek és a harcban három német cirkáló illetve egy romboló veszett oda. Ezt követően felfüggesztették a kockázatosnak és energiaigényesnek ítélt folyamatos járőrözéseket és a Hochseeflotte is hónapokig passzív maradt.
1914 november elején és decemberben hajtotta végre a Hochseeflotte az első előretöréseit az angol partok irányába, melynek során a csatacirkálók kikötővárosokat támadtak és a könnyűcirkálók aknazárakat telepítettek. Az első ilyen akció meglepetésként érte a brit admiralitást, de a másodikról a hírszerzésük már előre értesült. Mivel azonban nem volt információjuk arról, hogy a csatacirkálók biztosítására a Hochseeflotte csatahajói is kifutottak, az admiralitás csak két csatahajórajt küldött ki a Dogger-padhoz. Ez volt az Ingenohl által olyannyira kívánt felállás. Mikor azonban harcérintkezésre került sor, Ingenohl a kevésszámú jelentésből azt a téves következtetést vonta le, hogy a teljes Grand Fleettel áll szemben és ezért megszakította a küldetést és hazaindult. Ezzel a lépésével Hippert és a csatacirkálóit veszélyes helyzetbe sodorta. Csak taktikai ügyességgel és szerencsével sikerült Hippernek a túlerőben lévő ellenséggel való találkozást elkerülnie és hazatérnie.
1915. január 24-re a flottaparancsnok felderítő előretörést rendelt el a Dogger-padig, ami az első doggerbanki csatához vezetett. A biztosító erők kiküldését még csak nem is mérlegelték. A hadművelet végrehajtására utasító parancsot rádiójelek útján adták ki annak ellenére, hogy Hipper az egységeivel Wilhelmshaven előtt horgonyzott és azt futárhajóval is könnyen eljuttathatták volna hozzá. A brit hírszerzésnek sikerült megfejtenie az üzenetet és így jelentős túlerőt vonultatva ellenük meglephették őket. A Blücher páncélos cirkáló (a német terminológia szerint a csatacirkálókhoz hasonlóan „nagycirkáló”) elvesztése és a Seydlitz súlyos sérülései olyan nagy súllyal bírtak, hogy Ingenohlt 1915 februárjában leváltották. Az új flottaparancsnok, Hugo von Pohl tengernagy 1915 márciusától kezdődően már csak olyan rövidebb előretöréseket tehetett, melyek során hamar visszatérhetett a Német-öbölbe abban az esetben, ha túlerejű ellenséggel találta magát szemben. Az év hátralévő részében a flotta hét előretörést hajtott végre, melyek közül egyik sem távolodott el 220 km-nél messzebbre Helgolandtól. Ezek a hadműveletek stratégiai szempontból nem hoztak eredményt. 1915 végén a súlyosan megbetegedett Pohlnak le kellett mondania tisztségéről. Helyét 1916 januárjában Reinhard Scheer altengernagy vette át a Hochseeflotte élén.

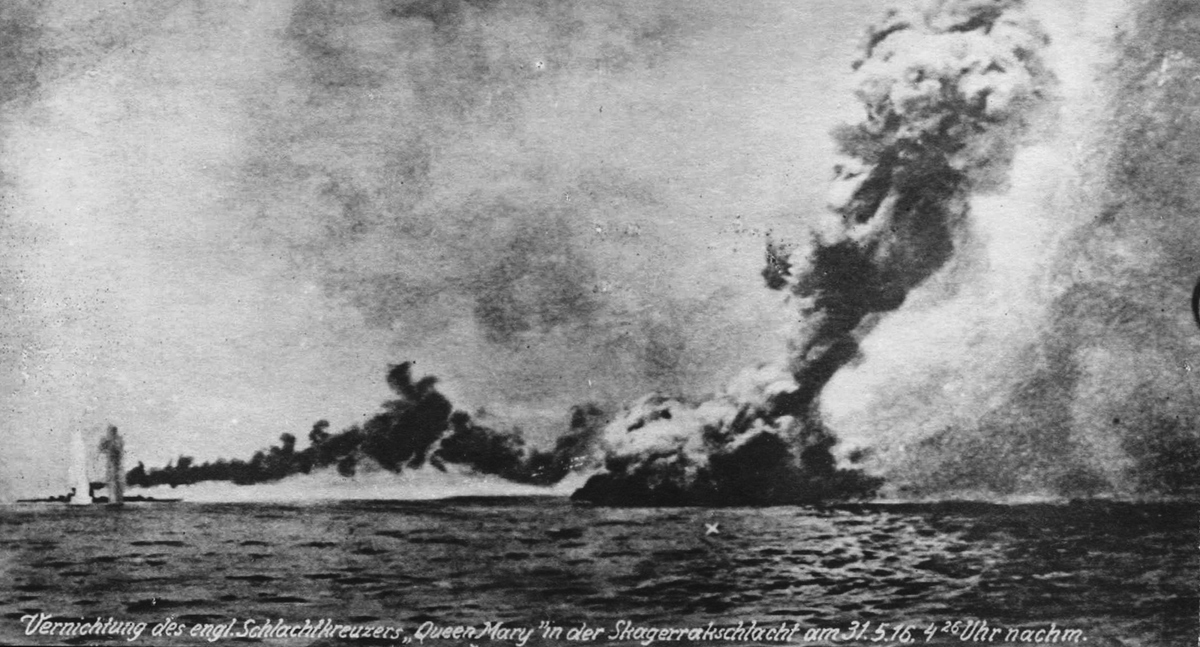
A Queen Mary után visszamaradt gombafelhő a skagerraki csatában

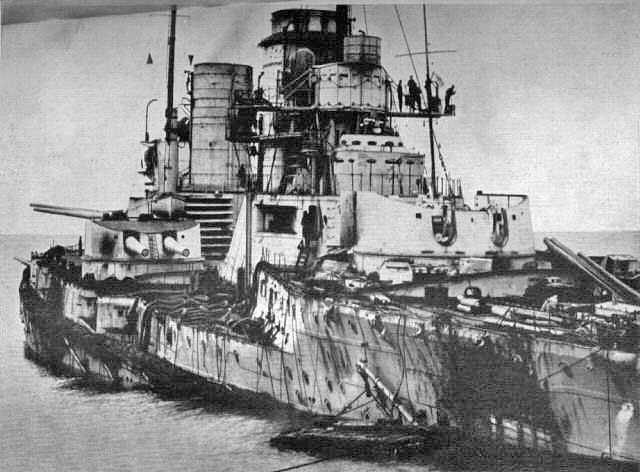
A súlyosan sérült Seydlitz számos találattal is vissza tudott érni Wilhelmshavenbe

A döntő csatára Scheer sem törekedett, de a hadműveleteket a védett Német-öblön túlra is ki kívánta terjeszteni. Több márciusban és áprilisban végrehajtott hadművelet után – melyek során a kelet-angliai partokat is támadták – került sor május 31-én egy északi irányba tett előretörésre. Ezúttal azért nem az angol partokat támadták, mert a kedvezőtlen széljárás nem tette lehetővé a felderítő léghajók kiküldését, a Norvégia felé irányuló kereskedelmi útvonal elleni támadáshoz – mivel kevésbé tartották kockázatosnak – nem tartották olyan nagy hátránynak hiányukat. A brit hírszerzés ismét értesült a küszöbön álló hadműveletről, de annak célját nem sikerült megállapítaniuk. John Jellicoe tengernagy a Grand Fleettel a dán partokhoz hajózott, hogy a várhatóan az angol partok támadásáról hazatérőben lévő német flottát a saját bázisaiktól délnek hajózva elvághassa és meglepetésszerűen csatára kényszeríthesse. A flották ily módon véletlenszerű találkozásából alakult ki a skagerraki csata, melyben a számszerűleg másfélszeres túlerőben lévő brit hajóhad jelentősen nagyobb veszteségeket volt kénytelen elkönyvelni a németekénél és nem sikerült feltartóztatnia a csapdába került Hochseeflottét, mely az éjszakai összecsapások révén a szorult helyzetből kitörve sikeresen elérhette a hazai bázisokat. Németországban nagy győzelemként értékelték a csata kimenetelét, míg Nagy-Britanniában, ahol a két flotta összecsapásától elsöprő győzelmet várt a közvélemény is, sokként hatottak a hatalmas veszteségek. A történtekkel azonban a németek sem lehettek teljesen elégedettek, mivel nyilvánvalóvá vált, hogy a britek rendszeresen előre értesülnek a tervezett német hadműveletekről és így kedvező pozícióból, a teljes flottájukat felvonultatva szállhatnak velük szembe. A német taktika fontos elemét képezte a brit támaszpontok előtt elhelyezett tengeralattjárók eredményes működése is, de ezek nem jártak sikerrel.
A Hochseeflotte a csatát követően 1916-ban még két újabb előretörést hajtott végre, augusztus illetve október során. Az augusztusi hadműveletet a britek ismét felfedezték és bár a kifutó kötelékeikből az ezúttal kedvezőbben felállított tengeralattjáróknak sikerült két könnyűcirkálót is elsüllyeszteniük, de a Grand Fleet erői északon maradtak és csak sakkban tartották az angol partok felé közeledő német flottát, melyet délen még a Harwichból kifutó könnyű erők is fenyegettek. Scheer a brit főerők kifutásáról szóló hírekről értesülve lefújta az akciót. Az októberi előretörésre a brit felszíni flotta már nem is reagált. Miután a brit partok elleni támadások eredményei amúgy sem álltak arányban a felvállalt kockázatokkal és a brit flotta egy részének kicsalogatására tett hadmozdulatok sem ígértek sok sikert, a német hadvezetés a hasonló előretörések felfüggesztése mellett döntött. 1917 végén gyors, könnyű egységekkel több sikeres támadást hajtottak végre brit konvojokon, ami arra késztette a brit hadvezetést, hogy a Norvégia és Skócia között közlekedő kereskedelmi hajók mellé egy csatahajórajt adjon védelemként. Ez az intézkedés ismét lehetőséget kínált a németek előtt a brit flotta egy kisebb részének elszigetelésére és megsemmisítésére. Egy ilyen konvoj ellen futott ki utoljára 1918 áprilisában a Hochseeflotte, de a tévesen megállapított időpont miatt nem találtak rá a célpontra.
Ezen végrehajtott előretörések nem változtattak a császár azon alapfelfogásán, hogy a felszíni flottának főként a „fleet-in-being” szerepkörben kellett szolgálnia, azaz puszta jelenlétével elrettentő erőnek kellett lennie és ellenséges erőket kellett lekötnie, ugyanakkor ezt a képességét meg is kellett őriznie. Katonai értelemben sem volt azonban értéktelen, mivel védelmezte a partokat, blokád alatt tartotta a Balti-tengert, megakadályozva így az Oroszországnak szánt segítség nagy részének célba juttatását, valamint biztosította a kisebb egységek közlekedését. A Hochseeflotte érdeme volt az, hogy az egész háború ideje alatt ellenséges hadihajók nem támadták a német partokat. A léghajóhangárok elleni repülőgépekkel végrehajtott néhány bombatámadásokat a repülőgép-anyahajókról és -hordozókról indították a partoktól távol eső vizekről.

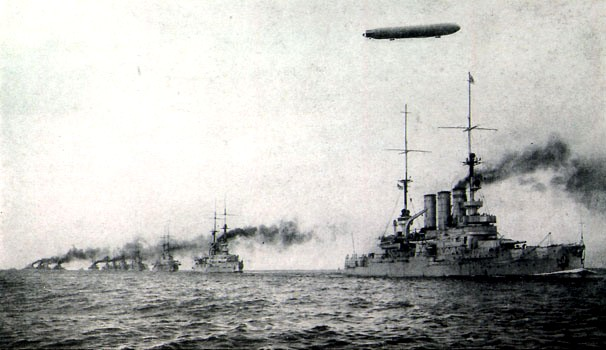
A Nyílttengeri Flotta csatahajóinak egy csoportja (1917)

A Seekriegsleitung csak röviddel a kapituláció előtt, 1918 októberében készülődött fel egy döntő összecsapásra a Grand Fleet ellen, melyet egy La Manche irányába tett előretöréssel kívántak kikényszeríteni. A hadművelet előkészületeire kiadott parancs hatására előbb csak elszórt lázadásokra, később azonban az általános jellegű kieli matrózfelkelésre került sor, mely a novemberi forradalom kezdetét jelezte és a Weimari köztársaság megalakulásához vezetett. A tervezett hadműveletet már az első lázongások után lefújták.
A harci cselekmények beszüntetése után a Hochseeflotte nagy részét a fegyverszüneti egyezmény értelmében Scapa Flow-ban internálták. 1919. június 21-én, röviddel a versailles-i békeszerződés aláírása előtt Ludwig von Reuter tengernagy utasítására a hajókat személyzetük elsüllyesztette. A tengernagy ugyanis tartott attól, hogy a német kormányzat nem fogja aláírni a békeszerződést és ismét a hadiállapot lép majd életbe. A flottát azonban – előzetes utasítások értelmében – nem hagyhatta a britek kezére kerülni. A hajók elsüllyesztését sikerült előzőleg megszervezni úgy, hogy a brit felügyelők arról nem szereztek tudomást. Rövid idő alatt tíz csatahajó, öt csatacirkáló, öt könnyűcirkáló és 32 romboló süllyedt el. A brit tengerészeknek csak kevés egység elsüllyedését sikerült megakadályozniuk sekély vizekre juttatva azokat. Ezzel a cselekedettel a Nyílttengeri Flotta története véget ért.

## A Nyílttengeri Flotta és elődalakulatainak összeállításai

### Gyakorlórajtól Gyakorlóflottáig 1873–1896
| 1873 Gyakorlóraj (Übungsgeschwader) | 1886 Manőverraj (Manövergeschwader)                            | 1889 Manőverflotta (Manöverflotte)                   | 1896 Gyakorlóflotta (Übungsflotte)             |
| ----------------------------------- | -------------------------------------------------------------- | ---------------------------------------------------- | ---------------------------------------------- |
| SMS Hertha (zászlóshajó)            | I. divízió (von Wickede altengernagy)                          | I. raj (Manövergeschwader, von Wickede altengernagy) | SMS Blücher zászlóshajó (von Knorr tengernagy) |
| SMS Arcona                          | SMS Baden (zászlóshajó)                                        | SMS Baden (zászlóshajó)                              | I. raj (Thomsen altengernagy)                  |
| SMS Vineta                          | SMS Sachsen                                                    | SMS Sachsen                                          | SMS Kurfürst Friedrich Wilhelm                 |
| SMS Ariadne                         | SMS Württemberg                                                | SMS Oldenburg                                        | SMS Weißenburg                                 |
| SMS Nautilus                        | SMS Oldenburg                                                  | SMS Wacht                                            | SMS Wörth                                      |
|                                     | SMS Zieten (aviso-hajó)                                        | SMS Irene                                            | SMS Zieten                                     |
|                                     | II. divízió (Stenzel sorhajókapitány)                          | II. raj (Übungsgeschwader, Hollmann ellentengernagy) | II. raj (Barandon ellentengernagy)             |
|                                     | SMS Stein (zászlóshajó)                                        | SMS Kaiser (zászlóshajó)                             | SMS Baden (zászlóshajó)                        |
|                                     | SMS Moltke                                                     | SMS Deutschland                                      | SMS Württemberg                                |
|                                     | SMS Prinz Adalbert                                             | SMS Preußen                                          | SMS Oldenburg                                  |
|                                     | SMS Sophie                                                     | SMS Zieten                                           | SMS Greif                                      |
|                                     | SMS Hansa                                                      |                                                      |                                                |
|                                     | III. divízió (torpedónaszádflottilla, Tirpitz korvettkapitány) |                                                      |                                                |

### (Őszi) Gyakorlóflotta 1903
| I. raj (von Koester tengernagy)                         | II. raj (Fritze altengernagy) | Felderítők (Gustav Schmidt ellentengernagy)               |
| ------------------------------------------------------- | ----------------------------- | --------------------------------------------------------- |
| SMS Kaiser Wilhelm II. (zászlóshajó)                    | SMS Hildebrand                | SMS Prinz Heinrich (zászlóshajó)                          |
| SMS Grille (tender)                                     | SMS Frithjof                  | SMS Victoria Louise ( 12. 12-ig), majd SMS Friedrich Carl |
| SMS Kaiser Friedrich III.                               | SMS Odin                      | SMS Amazone                                               |
| SMS Kaiser Wilhelm der Große                            | SMS Beowulf                   | SMS Ariadne                                               |
| SMS Kaiser Barbarossa (12. 14-ig), majd SMS Mecklenburg |                               | SMS Frauenlob                                             |
| SMS Kaiser Karl der Große                               |                               | SMS Niobe                                                 |
| SMS Zähringen                                           |                               | SMS Medusa                                                |
| SMS Wittelsbach                                         |                               | SMS Arcona                                                |
| SMS Wettin                                              |                               |                                                           |

### Nyílttengeri Flotta 1909

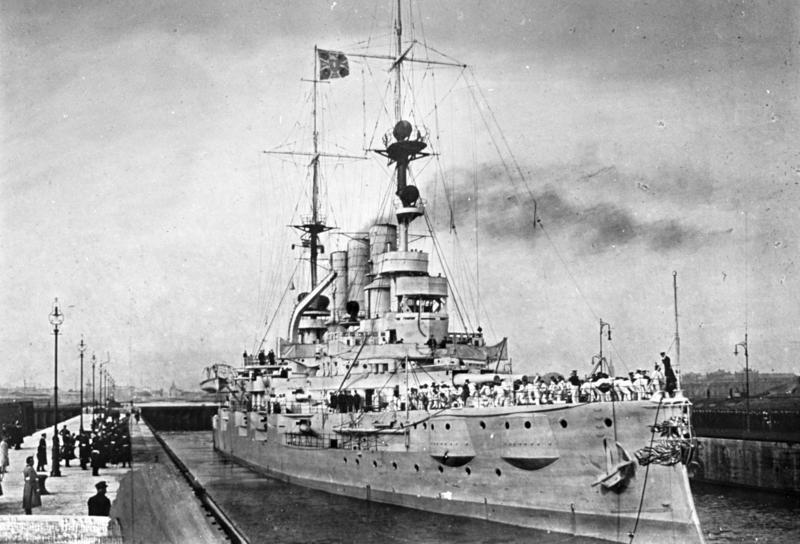
SMS Deutschland, a Hochseeflotte első zászlóshajója

| I. raj (Henning von Holtzendorff altengernagy, Max Grapow ellentengernagy) | II. raj (Ludwig von Schröder altengernagy, Erich Gühler ellentengernagy) | Felderítőcsoport (August von Heeringen altengernagy, Hermann Jacobsen ellentengernagy) |
| -------------------------------------------------------------------------- | ------------------------------------------------------------------------ | -------------------------------------------------------------------------------------- |
| SMS Deutschland (flottazászlóshajó)                                        | SMS Preußen (zászlóshajó)                                                | SMS Yorck (zászlóshajó)                                                                |
| SMS Hannover (zászlóshajó)                                                 | SMS Hessen                                                               | SMS Gneisenau                                                                          |
| SMS Schlesien                                                              | SMS Elsass                                                               | SMS Danzig                                                                             |
| SMS Mecklenburg                                                            | SMS Braunschweig (zászlóshajó)                                           | SMS Königsberg                                                                         |
| SMS Zähringen                                                              | SMS Pommern                                                              | SMS Roon (zászlóshajó)                                                                 |
| SMS Wittelsbach (zászlóshajó)                                              | SMS Lothringen                                                           | SMS Berlin                                                                             |
| SMS Kaiser Karl der Große                                                  |                                                                          | SMS Lübeck                                                                             |
| SMS Kaiser Barbarossa                                                      |                                                                          | SMS Stettin                                                                            |
| SMS Wettin                                                                 |                                                                          |                                                                                        |

### Nyílttengeri Flotta 1913
Flotta zászlóshajója: SMS Friedrich der Große,
| I. raj (Wilhelm von Lans altengernagy, Carl Schaumann ellentengernagy) | II. raj (Reinhard Scheer altengernagy, Wilhelm Souchon ellentengernagy) | V. divízió (Erhard Schmidt altengernagy)   | Felderítőcsoport (Gustav Bachmann altengernagy) |
| ---------------------------------------------------------------------- | ----------------------------------------------------------------------- | ------------------------------------------ | ----------------------------------------------- |
| SMS Ostfriesland (zászlóshajó)                                         | SMS Preußen (zászlóshajó)                                               | SMS Kaiser (zászlóshajó)                   | SMS Moltke (zászlóshajó)                        |
| SMS Thüringen                                                          | SMS Pommern                                                             | SMS Braunschweig, később: SMS König Albert | SMS Goeben*                                     |
| SMS Helgoland                                                          | SMS Hessen                                                              | SMS Elsass, később: SMS Kaiserin           | SMS Von der Tann,                               |
| SMS Oldenburg                                                          | SMS Lothringen                                                          |                                            | SMS Yorck, később a SMS Seydlitz váltja         |
| SMS Posen (zászlóshajó)                                                | SMS Hannover (zászlóshajó)                                              |                                            | SMS Cöln (zászlóshajó)                          |
| SMS Rheinland                                                          | SMS Schlesien                                                           |                                            | SMS Straßburg                                   |
| SMS Nassau                                                             | SMS Schleswig-Holstein                                                  |                                            | SMS Stettin                                     |
| SMS Westfalen                                                          | SMS Deutschland                                                         |                                            | SMS Kolberg                                     |
|                                                                        |                                                                         |                                            | SMS Dresden                                     |
|                                                                        |                                                                         |                                            | SMS Mainz                                       |
|                                                                        |                                                                         |                                            | SMS Breslau*                                    |
|                                                                        |                                                                         |                                            | SMS Stralsund                                   |

```
*A 
Goeben
 és a 
Breslau
 később áthelyezve a Földközi-tengeri divízióhoz.
```

### Nyílttengeri Flotta 1914
Flotta zászlóshajója: SMS Friedrich der Große
| I. raj (von Lans altngy., Friedrich Gädeke ellentngy.) | II. raj (Scheer altngy., Franz Mauve ellentngy.) | III. raj (Felix Funke ellentngy., Schaumann ellentngy.) | IV. raj Schmidt altngy., Hermann Alberts ellentngy.) | V. raj (Max von Grapow altngy., Alfred Begas sorhajókapitány) | VI. raj (Richard Eckermann ellentngy., Ehler Behring ellentngy.) |
| ------------------------------------------------------ | ------------------------------------------------ | ------------------------------------------------------- | ---------------------------------------------------- | ------------------------------------------------------------- | ---------------------------------------------------------------- |
| SMS Ostfriesland (zászlóshajó)                         | SMS Preußen (zászlóshajó)                        | SMS Prinzregent Luitpold (zászlóshajó)                  | SMS Wittelsbach (zászlóshajó)                        | SMS Kaiser Wilhelm II. (zászlóshajó)                          | SMS Hildebrand (zászlóshajó)                                     |
| SMS Helgoland                                          | SMS Schlesien                                    | SMS Kaiser                                              | SMS Wettin                                           | SMS Kaiser Wilhelm der Große                                  | SMS Heimdall                                                     |
| SMS Thüringen                                          | SMS Hessen                                       | SMS Kaiserin                                            | SMS Schwaben                                         | SMS Kaiser Barbarossa                                         | SMS Hagen                                                        |
| SMS Oldenburg                                          | SMS Lothringen                                   | SMS König Albert                                        | SMS Mecklenburg                                      | SMS Kaiser Friedrich III.                                     | SMS Frithjof                                                     |
| SMS Posen (zászlóshajó)                                | SMS Hannover (zászlóshajó)                       | SMS König* (zászlóshajó)                                | SMS Braunschweig (zászlóshajó)                       | SMS Kaiser Karl der Große (zászlóshajó)                       | SMS Ägir (zászlóshajó)                                           |
| SMS Nassau                                             | SMS Schleswig-Holstein                           | SMS Großer Kurfürst*                                    | SMS Elsass                                           | SMS Wörth                                                     | SMS Odin                                                         |
| SMS Westfalen                                          | SMS Pommern                                      | SMS Markgraf*                                           | SMS Zähringen                                        | SMS Brandenburg                                               | SMS Beowulf                                                      |
| SMS Rheinland                                          | SMS Deutschland                                  | SMS Kronprinz*                                          |                                                      |                                                               | SMS Siegfried                                                    |

```
*A 
König
-osztály egységeit a háború kitörése után állították szolgálatba, ekkor a 
Kronprinz
 még el sem készült.
```

| I. felderítőcsoport (Franz Hipper ellentengernagy, Arthur Tapken ellentengernagy) | II. felderítőcsoport (Leberecht Maaß ellentengernagy) | III. felderítőcsoport (Hubert von Rebeur-Paschwitz ellentengernagy) | IV. felderítőcsoport (Karl von Restorff sorhajókapitány) | V. felderítőcsoport (Gisbert Jasper ellentengernagy) |
| --------------------------------------------------------------------------------- | ----------------------------------------------------- | ------------------------------------------------------------------- | -------------------------------------------------------- | ---------------------------------------------------- |
| SMS Seydlitz (zászlóshajó)                                                        | SMS Cöln (zászlóshajó)                                | SMS Roon (zászlóshajó)                                              | SMS München (zászlóshajó)                                | SMS Hansa (zászlóshajó)                              |
| SMS Moltke                                                                        | SMS Mainz                                             | SMS Yorck                                                           | SMS Danzig                                               | SMS Vineta                                           |
| SMS Von der Tann                                                                  | SMS Stralsund                                         | SMS Prinz Adalbert                                                  | SMS Stuttgart                                            | SMS Victoria Louise                                  |
| SMS Blücher                                                                       | SMS Kolberg                                           | SMS Prinz Heinrich                                                  | SMS Hela                                                 | SMS Hertha                                           |
| SMS Derfflinger                                                                   | SMS Rostock                                           |                                                                     | SMS Frauenlob                                            |                                                      |
|                                                                                   | SMS Straßburg                                         |                                                                     |                                                          |                                                      |
|                                                                                   | SMS Graudenz                                          |                                                                     |                                                          |                                                      |

## Fordítás
- Ez a szócikk részben vagy egészben  a   Hochseeflotte című német Wikipédia-szócikk ezen változatának fordításán alapul.  Az eredeti cikk szerkesztőit annak laptörténete sorolja fel. Ez a jelzés csupán a megfogalmazás eredetét és a szerzői jogokat jelzi, nem szolgál a cikkben szereplő információk forrásmegjelöléseként.